# Chvalová
Chvalová, ungarisch Felfalu (bis 1927 slowakisch „Chválová“; ungarisch auch Felsőfalu) ist eine Gemeinde in der südlichen Mittelslowakei mit 194 Einwohnern (Stand 31. Dezember 2024), die zum Okres Revúca, einem Kreis des Banskobystrický kraj, gehört und in der traditionellen Landschaft Gemer liegt.

## Geographie
Die Gemeinde befindet sich im Bergland Revúcka vrchovina im Slowakischen Erzgebirge, im Tal des Turiec im Einzugsgebiet der Slaná, am Zusammenfluss mit dem rechtsufrigen Bach Španie. Das Ortszentrum liegt auf einer Höhe von 232 m n.m. und ist 17 Kilometer von Tornaľa sowie 39 Kilometer von Revúca entfernt.
Nachbargemeinden sind Višňové im Norden und Osten, Skerešovo im Südosten, Vyšné Valice im Süden, Hostišovce im Südwesten, Španie Pole im Westen und Rybník im Nordwesten.

## Geschichte

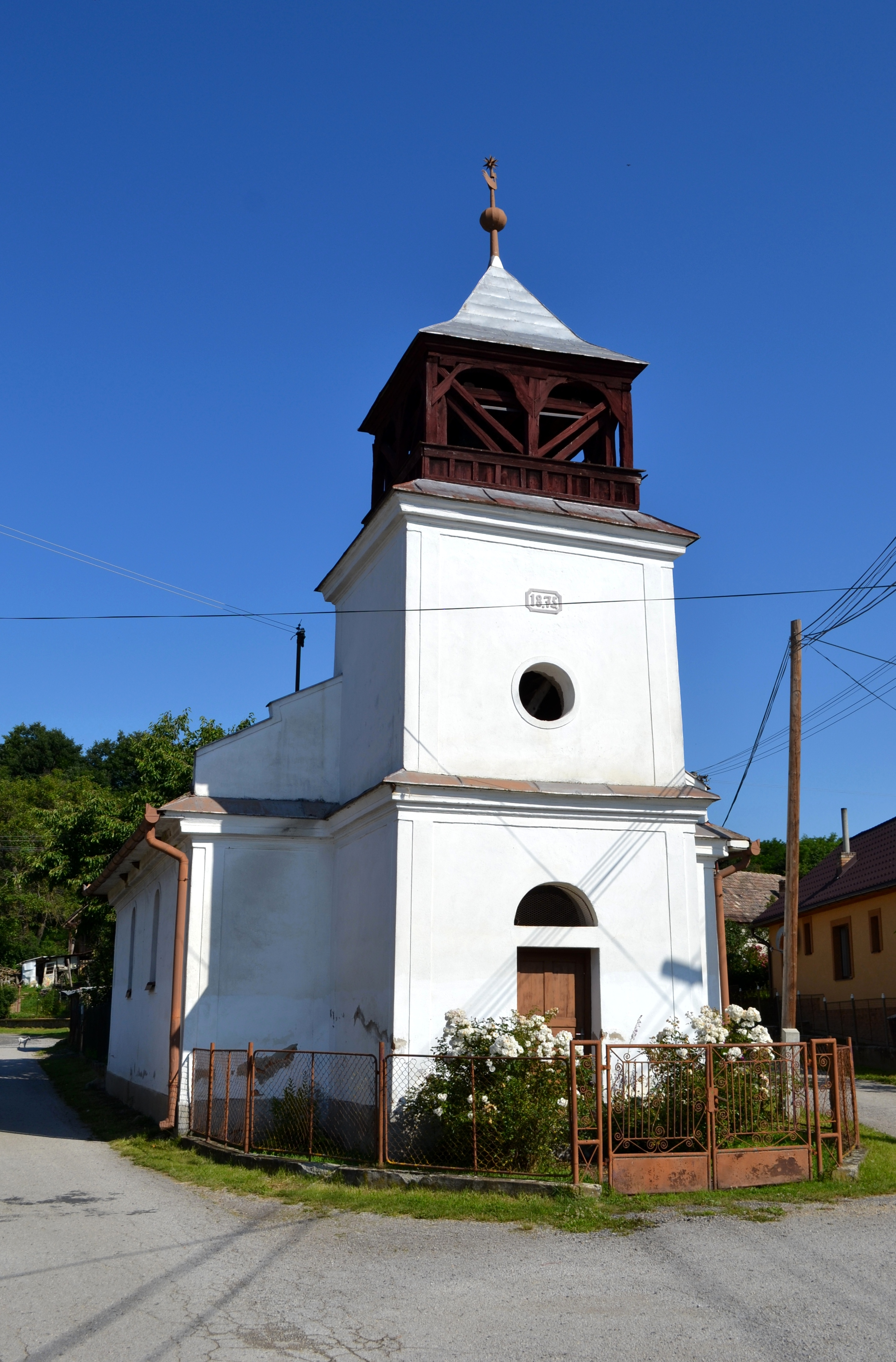
Reformierte Kirche

Das Gemeindegebiet von Chvalová wurde in der Jungsteinzeit besiedeltet, mit einer Höhlensiedlung der Bükker Kultur sowie einer Grabstätte der bronzezeitlichen Piliny-Kultur.
Chvalová wurde zum ersten Mal 1343 als Felfalu schriftlich erwähnt und entstand im 14. Jahrhundert durch Ausgliederung aus der Gemeinde Skerešovo. Im 15. Jahrhundert war das Dorf Besitz des Geschlechts Soldos, das hier im Jahr 1427 12 Porta besaß, in der Neuzeit gehörten die Ortsgüter verschiedenen Familien. In der Zeit der Türkenkriege flüchtete ein Teil der Einwohner, eine Neubesiedlung des Gebiets erfolgte im frühen 18. Jahrhundert. 1828 zählte man 224 Einwohner, die als Brenner, Holzfäller und Landwirte beschäftigt waren.
Bis 1918 gehörte der im Komitat Gemer und Kleinhont liegende Ort zum Königreich Ungarn und kam danach zur Tschechoslowakei beziehungsweise heute Slowakei. Auf Grund des Ersten Wiener Schiedsspruchs lag der Ort von 1938 bis 1944 noch einmal in Ungarn.

## Bevölkerung
| Jahr                | 1994 | 2004    | 2014     | 2024    |
| ------------------- | ---- | ------- | -------- | ------- |
| Anzahl der Personen | 157  | 165     | 207      | 194     |
| Unterschied         |      | +5,09 % | +25,45 % | −6,28 % |

| Jahr                | 2023 | 2024    |
| ------------------- | ---- | ------- |
| Anzahl der Personen | 193  | 194     |
| Unterschied         |      | +0,51 % |

Nach der Volkszählung 2011 wohnten in Chvalová 174 Einwohner, davon jeweils 60 Magyaren und Slowaken sowie 45 Roma. Neun Einwohner machten keine Angabe zur Ethnie.
74 Einwohner bekannten sich zur römisch-katholischen Kirche, 59 Einwohner zur reformierten Kirche, sechs Einwohner zur Evangelischen Kirche A. B. und zwei Einwohner zu den Zeugen Jehovas. Ein Einwohner bekannte sich zu einer anderen Konfession, 16 Einwohner waren konfessionslos und bei 16 Einwohnern wurde die Konfession nicht ermittelt.

## Baudenkmäler

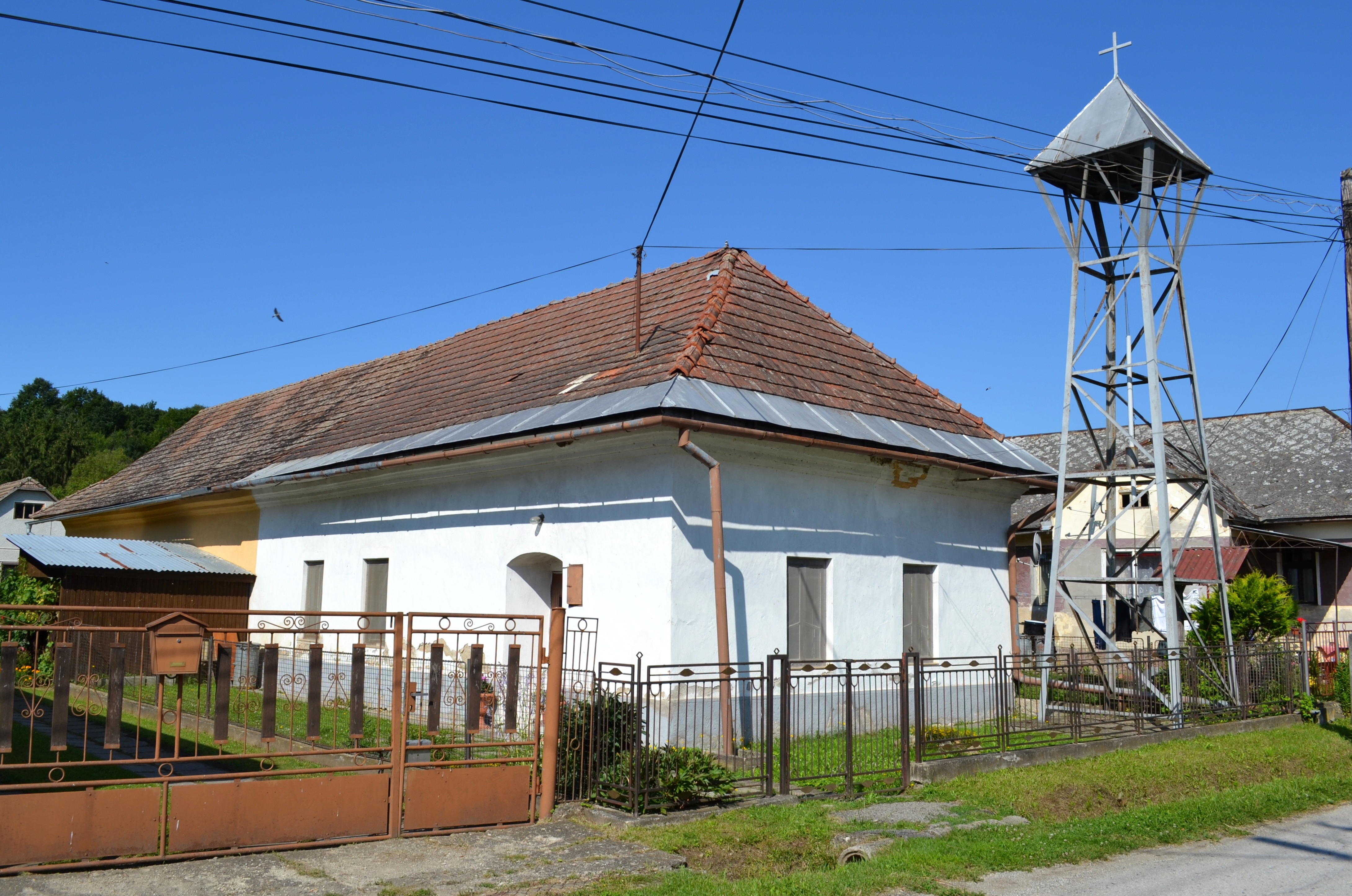
Römisch-katholische Kirche, ehemaliger Landsitz

- reformierte (calvinistische) Kirche im neoklassizistischen Stil aus dem Jahr 1875[6]
- zur römisch-katholischen Kirche umgewidmeter Landsitz im Spätbarockstil aus dem frühen 19. Jahrhundert